# Schefflera pentadactyla
Schefflera pentadactyla är en araliaväxtart som beskrevs av José Cuatrecasas. Schefflera pentadactyla ingår i släktet Schefflera och familjen araliaväxter. Inga underarter finns listade.